# Giovanni Battista Casali del Drago
Giovanni Battista Casali del Drago (ur. 30 stycznia 1838 w Rzymie, zm. 17 marca 1908 tamże) – włoski duchowny katolicki, kardynał.

## Życiorys
Pochodził ze starej arystokratycznej rodziny. Ukończył seminarium rzymskie, gdzie uzyskał doktorat utroque iure. 22 grudnia 1860 przyjął święcenia kapłańskie. Był następnie kanonikiem patriarchalnej bazyliki laterańskiej i prywatnym szambelanem de numero participantium papieża bł. Piusa IX. W latach późniejszych dostąpił godności kanonika patriarchalnej bazyliki watykańskiej, prałata i infułata.
29 listopada 1895 mianowany tytularnym patriarchą łacińskim Konstantynopola z rezydencją w Kurii Rzymskiej. Konsekrowany w bazylice watykańskiej przez kardynała Sekretarza Stanu Stolicy Apostolskiej Mariano Rampolla del Tindaro. Na konsystorzu z czerwca 1899 kreowany kardynałem prezbiterem. W latach 1901–1902 kamerling Świętego Kolegium Kardynałów. Brał udział w konklawe 1903. Pochowany został na Campo Verano.